# AD Льва
AD Льва (лат. AD Leonis) — одиночная звезда в созвездии Льва. Находится на расстоянии около 15,9 светового года от Солнца. Это одна из ближайших к нам звёзд.

## Характеристики
AD Льва — тусклая звезда 9,41 величины, не видимая невооружённым глазом. Это одна из самых изучаемых звёзд. Она представляет собой относительно холодный красный карлик, имеющий массу, равную 39 % массы Солнца. Температура его поверхности составляет около 3380 кельвинов. AD Льва — вспыхивающая звезда, то есть она спонтанно, непериодически увеличивает собственную светимость в несколько раз. Это молодая по астрономическим меркам звезда: её возраст оценивается приблизительно в 25—300 миллионов лет. Наблюдения в период между 2012 и 2016 г.г. показали, что суммарное магнитное поле AD Льва в целом уменьшилось на 20 %. Однако на поверхности звезды существуют регионы с чрезвычайно сильным магнитным полем. Эти результаты, полученные на телескопе CFHT, представляют собой доказательство того, что активные M карлики с осесимметричными полевыми топологиями с преобладанием диполя могут подвергаться долговременной глобальной магнитной вариации. Используя новый 3,8-метровый телескоп Seimei Киотского университета, японские астрономы обнаружили 12 вспышек на звезде AD Льва, одна из которых вспышек была в 20 раз сильнее, чем на вспышки Солнце.
Планет в данной системе пока обнаружено не было, но возможно, что вокруг Глизе 388 с периодом 2,2 дня обращается планета массой 45 масс Земли.